# Iglesia Episcopal Grace
La Iglesia Episcopal Grace es una histórica Iglesia episcopal ubicada en Clayton, Alabama, Estados Unidos. Fue incluido en el Registro de Monumentos y Patrimonio de Alabama el 29 de enero de 1980 y en el Registro Nacional de Lugares Históricos el 22 de septiembre de 1995.

## Historia
Esta iglesia tuvo sus orígenes en una estación misionera establecida por el reverendo J.L Gay en 1844. El 10 de mayo de 1872 la misión fue aceptada formalmente en la Diócesis de Alabama como la Iglesia Grace. La construcción del edificio de la iglesia comenzó en 1875 en un lote que era propiedad del general Henry DeLamar Clayton y su esposa Victoria. El edificio de estilo neogótico se completó el 26 de febrero de 1876, momento en el que los Clayton traspasaron el lote a la Iglesia episcopal de Alabama. El obispo Richard J. Wilmer consagró formalmente la iglesia en 14 de noviembre de 1876. La misión y la iglesia fueron atendidas por Thomas J. Bland, DeBerniere Waddell y E.W Spalding, así como por otros clérigos.